# Paul Stretford
Paul Stretford là một người đại diện của bóng đá Anh. Ông thành lập tổ chức Proactive Sports Management (PSM) vào năm 1987 và cũng là đại diện của công ty này, ông còn là người đại diện cho cầu thủ bóng đá người Anh hiện đang chơi cho CLB Manchester United và đội tuyển bóng đá quốc gia Anh, Wayne Rooney.